# Miguel Ángel Velázquez
Miguel Ángel Velázquez (* nach 1900; † 27. Januar 1950) war ein mexikanischer Fußballspieler auf der Position eines Verteidigers.

## Leben
Velázquez spielte in der zweiten Hälfte der 1940er-Jahre beim CD Veracruz, mit dem er 1946 die mexikanische Fußballmeisterschaft und 1948 den mexikanischen Pokalwettbewerb gewann. Den nächsten Meistertitel des CD Veracruz in der Saison 1949/50 konnte Velázquez aus tragischen Gründen nicht mehr mitfeiern, gehörte aber aktiv bis zum 14. Spieltag dieser Saison, an dem die Tiburones Rojos am 15. Januar 1950 einen 5:3-Erfolg beim „Erzrivalen“ Puebla FC feierten, zum Kader der späteren Meistermannschaft. 
Nach einer anschließenden Spielpause für die Mannschaft aus Veracruz, die Velázquez im Kreise seiner Familie verbracht hatte, befand er sich am 27. Januar 1950 auf der Rückfahrt in die Hafenstadt Veracruz, wo am 29. Januar 1950 ein Freundschaftsspiel gegen den argentinischen Spitzenverein River Plate anstand. Auf dieser Fahrt verunglückte Velázquez mit seinem Auto tödlich.